# Troponina T

Troponina

Troponina T é uma das proteínas da estrutura do músculo cardíaco. Quando o tecido cardíaco é lesionado aumenta a quantidade de troponina T em sangue (maior que 0,1 ng/ml). Assim é um marcador diagnóstico com alta sensibilidade e especificidade para detecção de lesão miocárdica. 

## Função
Existem três tipos de troponinas: T, I e C (siglas: TNT, TNI e TNC). Juntas elas actuam sobre os filamentos de actina, regulam a força e velocidade da contração muscular. Tem grande afinidade pela tropomiosina.

## Marcador de infarto
O valor da troponina T pode ser detectado em exame de sangue como anormal apenas 3 a 4h após o início dos primeiros sintomas do infarto e só atinge seu valor máximo entre 2 a 3 dias depois. Valores maiores a 0,1ng/ml após o surgimento de dor no peito é um mal prognóstico, indicando um risco três vezes maior (12%) de complicações cardíacas.
Embora a Troponina I também sirva como marcador da Injúria Miocárdica, conforme a revisão literária de Marcus Saiki, pois ela não exerce papel significativo na musculatura esquelética, como exemplo no trauma. Fonarow relata que esta proteína não está presente em pessoas sadias. No IAM pode estar presente e bem elevada em torno de 10 dias.